# Claudio Coelho Salvático
Claudio Coelho Salvático, noto anche con lo pseudonimo di Claudinho (Nova Veneza, 24 settembre 2000), è un calciatore brasiliano, difensore del Vitória.

## Caratteristiche tecniche
Gioca come terzino destro.

## Carriera
Claudinho è cresciuto nel settore giovanile del Criciúma, dove ha giocato dal 2015 al 2020. Prestato per una stagione all'Atlético Mineiro, il 1º aprile 2021 ha fatto ritorno al club catarinense dove è stato promosso in prima squadra. Ha fatto il suo esordio tre giorni dopo nell'incontro del Campionato Catarinense pareggiato 1-1 contro il Marcílio Dias. Ha segnato il suo primo gol in carriera il 10 ottobre seguente contro l'Ituano in Série C.

## Statistiche

### Presenze e reti nei club
Statistiche aggiornate al 12 giugno 2024.
| Stagione        | Squadra         | Campionato      | Campionato | Campionato | Coppe nazionali | Coppe nazionali | Coppe nazionali | Coppe continentali | Coppe continentali | Coppe continentali | Altre coppe | Altre coppe | Altre coppe | Totale | Totale | Totale |
| Stagione        | Squadra         | Comp            | Pres       | Reti       | Comp            | Pres            | Reti            | Comp               | Pres               | Reti               | Comp        | Pres        | Reti        | Pres   | Reti   |        |
| --------------- | --------------- | --------------- | ---------- | ---------- | --------------- | --------------- | --------------- | ------------------ | ------------------ | ------------------ | ----------- | ----------- | ----------- | ------ | ------ | ------ |
| 2021            | Criciúma        | PD/SC+C         | 4+14       | 0+1        | CB              | 4               | 0               |                    | -                  | -                  |             | -           | -           | 22     | 1      |        |
| 2022            | Criciúma        | SD/SC+B         | 0+20       | 1          | CB              | 2               | 0               |                    | -                  | -                  |             | -           | -           | 21     | 1      |        |
| 2023            | Criciúma        | PD/SC+B         | 15+32      | 0+3        | CB              | 2               | 1               |                    | -                  | -                  |             | -           | -           | 49     | 4      |        |
| 2024            | Criciúma        | PD/SC+A         | 16+5       | 3+0        | CB              | 4               | 0               |                    | -                  | -                  |             | -           | -           | 21     | 3      |        |
| Totale carriera | Totale carriera | Totale carriera | 106        | 8          |                 | 12              | 1               |                    | -                  | -                  |             | -           | -           | 118    | 9      |        |

## Palmarès

### Club

#### Competizioni statali
- Campeonato Catarinense Série B: 1

Criciúma: 2022
- Campionato Catarinense: 2

Criciúma: 2023, 2024